# أكتينيدات ثانوية
الأكتينيدات الثانوية هي عناصر من الأكتينيدات المستخدمة في الوقود النووي غير اليورانيوم والبلوتونيوم، والتي تدعى الأكتينيدات الرئيسية.
تشمل الأكتينيدات الثانوية النبتونيوم والأمريسيوم والكوريوم والبركيليوم والكاليفورنيوم والأينشتاينيوم والفيرميوم.
إن أبرز نظائر الأكتينيدات الثانوية المستخدمة في الوقود النووي المستهلك هي النبتونيوم-237 والأمريسيوم-241 والأمريسيوم-243 والكوريوم من 242 إلى 248، ونظائر الكاليفورنيوم من 249 إلى 252.

## اقرأ أيضاً
- أكتينيدات
- وقود نووي مستهلك